# Pramen u Svaté
Pramen u Svaté je součástí křepického areálu Svatá, na kterém se každoročně pořádá Cyrilometodějská pouť.
K poutnímu místu vede křížová cesta.

## Pověst o vzniku pramenu
Podle pověsti vznikl pramen při putování Cyrila a Metoděje krajem. Když unavený Cyril po kázání omdlel, udeřil Metoděj holí o zem a vytryskla voda.